# 경기도장애인체육회
경기도장애인체육회(京畿道障碍人體育會)는 경기도의 장애인 스포츠를 관할하는 스포츠 단체이다.

## 같이 보기
- 경기도체육회
- 대한장애인체육회